# Thank You for the Music (caja recopilatoria)
Thank You for the Music es el nombre de una caja recopilatoria del grupo sueco ABBA, el cual fue publicado en Suecia el 31 de octubre de 1994, por la compañía discográfica PolyGram. En el 2008 una nueva versión del box set es lanzada junto con nuevas versiones de los álbumes ABBA Gold y More ABBA Gold.
La idea de crear una caja recopilatoria de ABBA provino de Carl Magnus Palm, autor del libro ABBA - The Complete Recordings Sessions, quien al escribir su libro descubrió diversas grabaciones hechas por el grupo que nunca habían sido publicadas. Junto con Michael B. Tretow, Björn Ulvaeus y Benny Andersson, escucharon diversas cintas viejas olvidadas en los archivos de Polar Music para encontrar pistas y demos de las sesiones de grabación de los álbumes del grupo.
Así, el box set se armó con cuarto discos: tres de ellos contendrían los grandes éxitos y los temas más populares del grupo, mientras un cuarto disco incluiría temas nunca antes lanzados, remixes, versiones en vivo, versiones en otro idioma, entre otros. El box set fue bien recibido en países como Australia y Suecia.

## Contenido
Además de los cuatro discos, el box set contiene un libro de 66 páginas hecho por distintos autores que conocen de la historia del grupo, así como de personas que trabajaron con ellos. Sin embargo, en la nueva edición del 2008 se eliminaron varias páginas de este.

### Disco 1
1. "People Need Love" (Andersson, Ulvaeus) - 3:04
2. "Another Town, Another Train" (Andersson, Ulvaeus) - 2:42
3. "He Is Your Brother" (Andersson, Ulvaeus) - 3:05
4. "Love Isn't Easy (But It Sure Is Hard Enough)" (Andersson, Ulvaeus) - 3:15
5. "Ring-Ring" (Andersson, Ulvaeus, Neil Sedaka, Phil Cody) - 3.04
6. "Waterloo" (Andersson, Anderson, Ulvaeus) - 3:32
7. "Hasta mañana" (Andersson, Anderson, Ulvaeus) - 4:13
8. "Honey, Honey" (Andersson, Anderson, Ulvaeus) - 4:02
9. "Dance (While The Music Still Goes On)" (Andersson, Ulvaeus) - 3:56
10. "So Long" (Andersson, Ulvaeus) - 4:04
11. "I've Been Waiting For You" (Andersson, Anderson, Ulvaeus) - 2:57
12. "I Do, I Do, I Do, I Do, I Do" (Andersson, Anderson, Ulvaeus) - 3:17
13. "S.O.S." (Andersson, Anderson, Ulvaeus) - 3:23
14. "Mamma Mia" (Andersson, Anderson, Ulvaeus) - 3:32
15. "Fernando" (Andersson, Anderson, Ulvaeus) - 4:12
16. "Dancing Queen" (Andersson, Anderson, Ulvaeus) - 3:52
17. "That's Me" (Andersson, Anderson, Ulvaeus) - 3:15
18. "When I Kissed The Teacher" (Andersson, Ulvaeus) - 3:01
19. "Money, Money, Money" (Andersson, Ulvaeus) - 3:08
20. "Crazy World" (Andersson, Ulvaeus) - 3:46
21. "My Love, My Life" (Andersson, Anderson, Ulvaeus) - 3:51

### Disco 2
1. "Knowing Me, Knowing You" (Andersson, Anderson, Ulvaeus) - 4:02
2. "Happy Hawaii" (Andersson, Anderson, Ulvaeus) - 4:24
3. "The Name Of The Game" (Andersson, Anderson, Ulvaeus) - 4:53
4. "I Wonder (Departure)" (En vivo) (Andersson, Anderson, Ulvaeus) - 4:22
5. "Eagle" (Andersson, Ulvaeus) - 5:49
6. "Take A Chance On Me" (Andersson, Ulvaeus) - 4:03
7. "Thank You For The Music" (Andersson, Ulvaeus) - 3:49
8. "Summer Night City" (Andersson, Ulvaeus) - 4:14
9. "Chiquitita" (Andersson, Ulvaeus) - 5:26
10. "Lovelight" (Remix editado) (Andersson, Ulvaeus) - 3:20
11. "Does Your Mother Know?" (Andersson, Ulvaeus) - 3:13
12. "Voulez Vous" (Editada) (Andersson, Ulvaeus) - 4:21
13. "Angeleyes" (Andersson, Ulvaeus) - 4:20
14. "Gimme! Gimme! Gimme! (A Man After Midnight)" (Andersson, Ulvaeus) - 4:45
15. "I Have A Dream" (Andersson, Ulvaeus) - 4:44

### Disco 3
1. "The Winner Takes It All" (Andersson, Ulvaeus) - 4:54
2. "Elaine" (Andersson, Ulvaeus) - 3:46
3. "Super-Trouper" (Andersson, Ulvaeus) - 4:14
4. "Lay All Your Love On Me" (Andersson, Ulvaeus) - 4:33
5. "On and On and On" (Andersson, Ulvaeus) - 3:39
6. "Our Last Summer" (Andersson, Ulvaeus) - 4:18
7. "The Way Old Friends Do" (En vivo) (Andersson, Ulvaeus) - 2:53
8. "The Visitors (Crackin' Up)" (Andersson, Ulvaeus) - 5:48
9. "One of Us" (Andersson, Ulvaeus) - 3:58
10. "Should I Laugh Or Cry?" (Andersson, Ulvaeus) - 4:27
11. "Head Over Heels" (Andersson, Ulvaeus) - 3:46
12. "When All Is Said And Done" (Andersson, Ulvaeus) - 3:16
13. "Like An Angel Passing Through My Room" (Andersson, Ulvaeus) - 3:36
14. "The Day Before You Came" (Andersson, Ulvaeus) - 5:50
15. "Cassandra" (Andersson, Ulvaeus) - 4:50
16. "Under Attack" (Andersson, Ulvaeus) - 3:44

### Disco 4
1. "Put On Your White Sombrero" (Andersson, Ulvaeus) - 4:34
2. "Dream World" (Andersson, Ulvaeus) - 3:36
3. "Thank You For The Music" (Doris Day version) (Andersson, Ulvaeus) - 4:03
4. "Hej Gamle Man!" (Andersson, Ulvaeus) - 3:21
5. "Merry-Go-Round" (Andersson, Ulvaeus) - 3:20
6. "Santa Rosa" (Andersson, Ulvaeus) - 3:01
7. "She's My Kind Of Girl" (Andersson, Ulvaeus) - 2:44
8. "Medley: Pick A Bale Of Cotton/On Top Of Old Smokey/Midnight Special" (Tradicional, Andersson, Ulvaeus) - 4:21
9. "You Owe Me One" (Andersson, Ulvaeus) - 3:25
10. "Slipping Through My Fingers"/"Me And I" (En vivo) (Andersson, Ulvaeus) - 8:37
11. "ABBA Undeleted" (Andersson, Ulvaeus) - 23:30
12. "Waterloo" (Remix: Français/Svenska) (Andersson, Ulvaeus) - 2:40
13. "Ring Ring" (Remix: Svenska/Español/Deutch) (Andersson, Ulvaeus) - 4:22
14. "Honey, Honey" (Versión en sueco) (Andersson, Ulvaeus) - 2:57

## Sencillos
Para promocionar el Box Set fueron lanzados al mercado 2 CD promocionales uno en 1994 que traía como titular la canción "Dream World" y otro en 1996 que traía como titular la canción "Put On Your White Sombrero"
CD Sencillo "Dream World":
1. "Dream World" -- 3:36
2. "Put On Your White Sombrero" -- 4:20
3. "Just Like That" -- 2:01
4. "Thank You For The Music (Doris Day version)" -- 4:08

CD Sencillo "Put On Your White Sombrero":
1. "Put On Your White Sombrero" -- 4:20
2. "Dream World" -- 3:35
3. "Dame, dame, dame" -- 4:49

## Listas de popularidad y ventas
Al momento de su lanzamiento, Thank You For The Music logró entrar a las listas de popularidad en Suecia y Australia, algo muy inusual para una caja recopilatoria de este tamaño y precio elevado. No obstante, en cuanto a cifras de ventas, para el 2003 se informó que se habían vendido alrededor de 300,000 cajas recopilatorias a nivel mundial.
| Lista                                       | Posición |
| ------------------------------------------- | -------- |
| Suecia Top 60 Sverige Álbum Chart           | 17       |
| Australian Music Report Top 100 Álbum Chart | 76       |